# Tricyrtis pseudolatifolia
Tricyrtis pseudolatifolia är en liljeväxtart som beskrevs av Hir.Takah.bis och Hiroshige Koyama. Tricyrtis pseudolatifolia ingår i släktet skuggliljor, och familjen liljeväxter. Inga underarter finns listade.